# RP-3
Rocket Projectile 3-inches, kort benämnd RP-3, var en brittiskt attackraket som konstruerades under andra världskriget och var i bruk hos det brittiska flygvapnet fram till mitten av 1960-talet. 
RP-3 var huvudsakligen en flygburen attackraket men under de västallierades invasionen av Nazityskland såg den även begränsad användning som specialbeväpning på stridsvagnar och landstigningsbåtar. Raketmotorn användes även som grund för en salvpjäs kallad Land Mattress.
Raketen kunde förses med flera olika typer av stridsdelar för olika ändamål. Till exempel pansarhuvuden mot ubåtar och spränghuvuden mot byggnader och infanteri.

### 

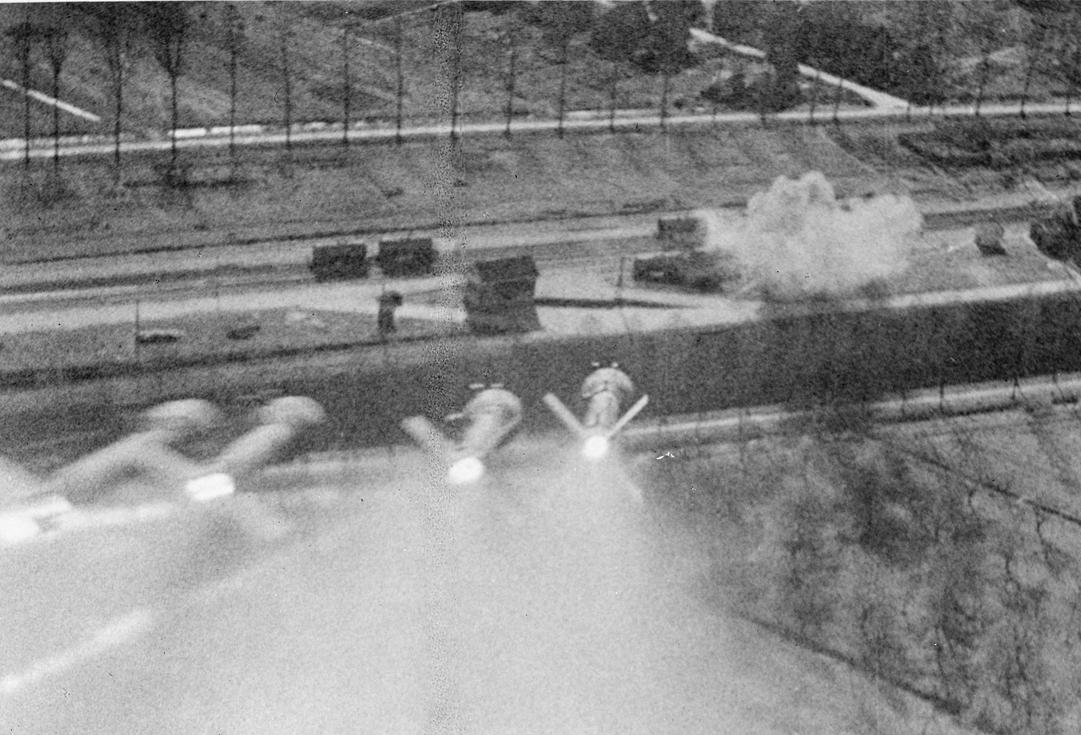
Fyra stycken RP-3 har precis avfyrats från en Hawker Typhoon mot ett tåg i Nordhorn, 30 mars 1945.

## Användning

### Storbritannien

#### Attackraket
När RAF sattes in mot tyska Afrikakåren i Libyen 1941 saknade man effektiva vapen mot stridsvagnar, framförallt Panzer III och Panzer IV. Automatkanoner var bara effektiva mot lättare stridsfordon och bomber var väldigt svåra att träffa med, även om man tillämpade störtbombning. Ivor Bowen föreslog därför att man skulle prova att använda fenstabiliserade raketer, något som Sovjetunionen redan hade provat med viss framgång på östfronten. I september 1941 fanns två föreslagna alternativ att välja på. Dels en 2-tums (51 mm) raket med 10,5 kg sprängstridsdel, dels en 3-tums (76 mm) raket med en 9 kg halvpansarstridsdel. 2-tums rakaten visade sig inte vara mycket effektivare än automatkanoner, så man valde att satsa på 3-tums raketen. Den utprovades på Hawker Hurricane under sommaren 1942 och under hösten även på Lockheed Hudson, Fairey Swordfish och Douglas Boston.
När RP-3 väl börjat användas i strid hade ett nytt problem dykt upp i form av den tunga stridsvagnen Tiger I. Den ursprungliga 9-kilos halvpansarstridsdelen klarade inte av att slå ut en Tiger, så man konstruerade en ny, större halvpansarstridsdel baserad på granaten från en 25-punds kanon. Den nya stridsdelen vägde 27 kg och hade inga problem att slå ut även tunga stridsvagnar.
Fleet Air Arm och RAF Costal Command började också använda RP-3 mot ubåtar i ytläge. Raketer kunde sättas in snabbare mot en dykande ubåt än bomber och från längre avstånd vilket gjorde flygplanet mindre sårbart för luftvärnseld. Raketer som detonerade mot formskrovet hade dock liten chans att slå igenom tryckskrovet. Därför användes mot ubåtar en variant som kallades Rocket Spear (raketspjut) där sprängstridsdelen var ersatt med en solid stålspets kapabel att tränga igenom både det tunna formskrovet och det betydligt hårdare tryckskrovet.
Det brittiska flygvapnet kom att fortsätta använda RP-3 långt efter andra världskrigets slut och det var först på 1960-talet den ersattes helt med nya raketmodeller.

#### Alternativ användning

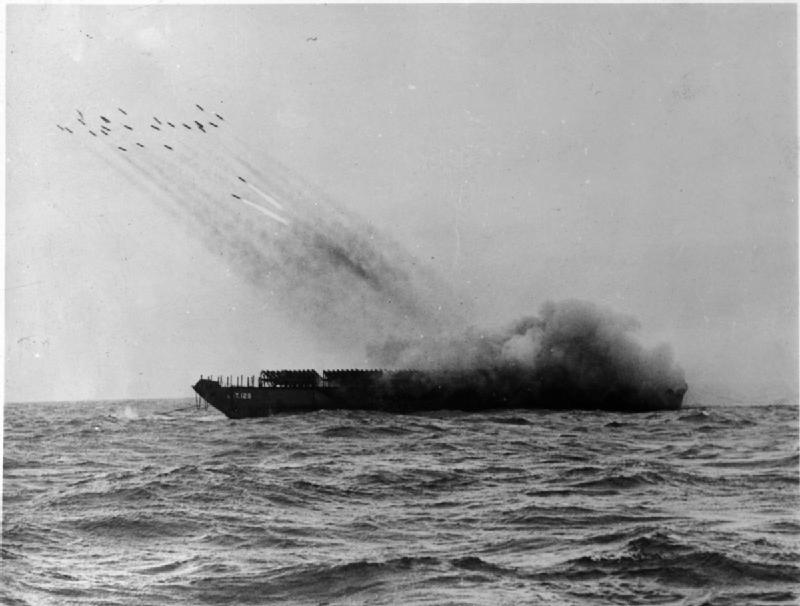
En LST(R) avfyrar en salva RP-3 raketer.

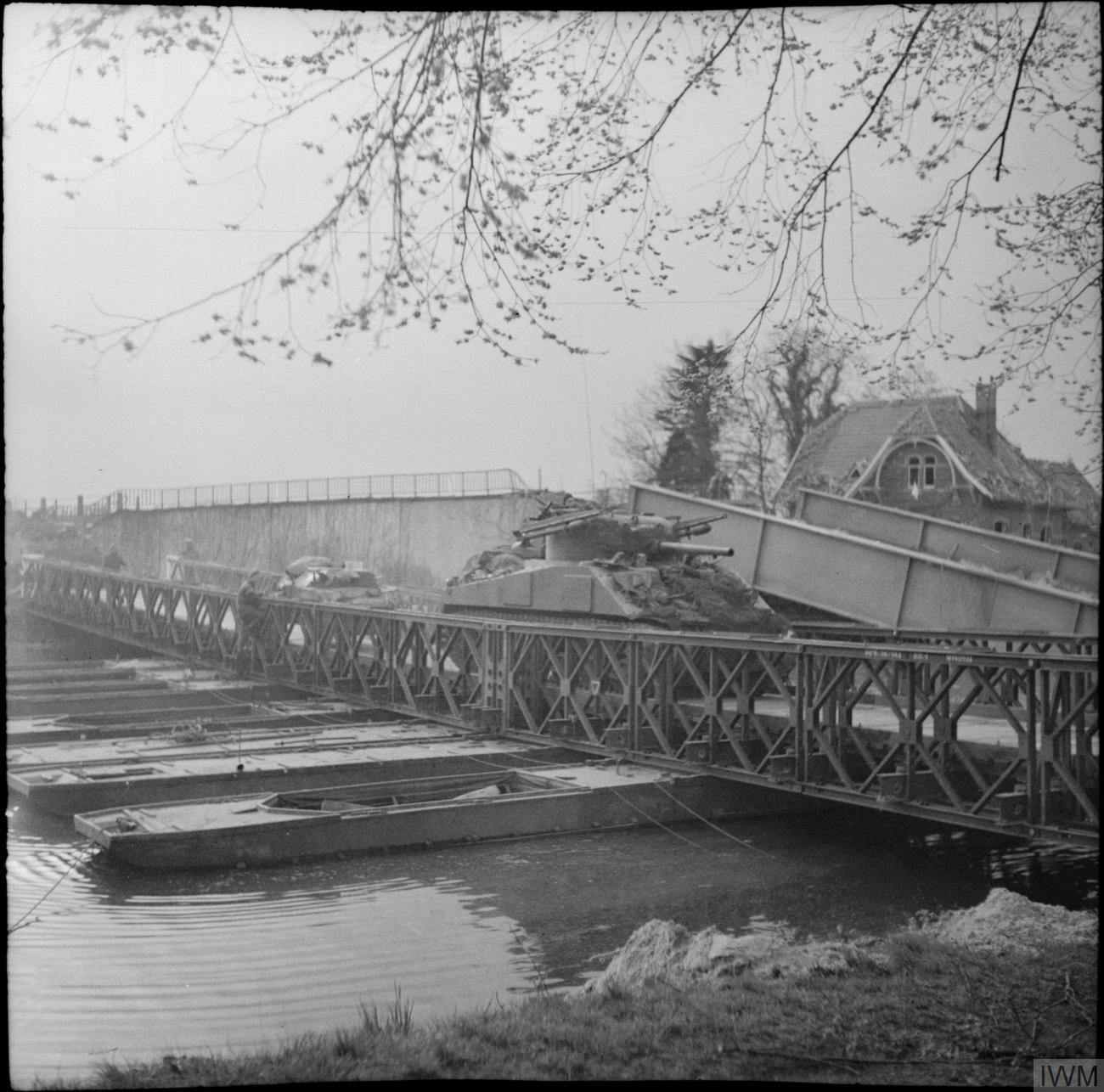
En Sherman beväpnad med två RP-3 raketer korsar Dortmund-Ems-kanalen, april 1945.

RP-3 utvecklades huvudsakligen som attackraket för flygplan men trots detta har den sett viss användning som specialvapen på andra typer av fordon.
Inför landstigningen i Normandie modifierades ett antal Landing Craft Tank landstigningsfartyg till flytande artilleriplattformar kallade Landing Craft Tank (Rocket), nerkortat till LCT(R). Dessa kunde vardera avfyra upp till 1 066 raketer i en salva. Dessa användes för att bombarderade stranden vid Normandie och området bakom med tusentals RP-3 raketer precis innan landstigningen.
RP-3 monterades även som förstärkningsvapen på stridsfordon som stridsvagnarna Sherman och Cromwell samt pansarbilen Staghound. I denna konfiguration fick RP-3 kodnamnet "Tulip" (tulpan), vilket syftar på dess form. Raketramperna var av modell Rocket Launcher Rails Mk 1 och fästes på kanontornen i diverse konfigurationer. Shermanvagnarna brukade ha en raket per tornsida medan Cromwell och Staghound hade två per sida. 
Eftersom raketer avfyrade från marken inte stabiliserades av någon luftström i avfyringsögonblicket var precisionen inte särskilt god, men det uppvägdes i många fall av raketens sprängkraft.

#### Land Mattress

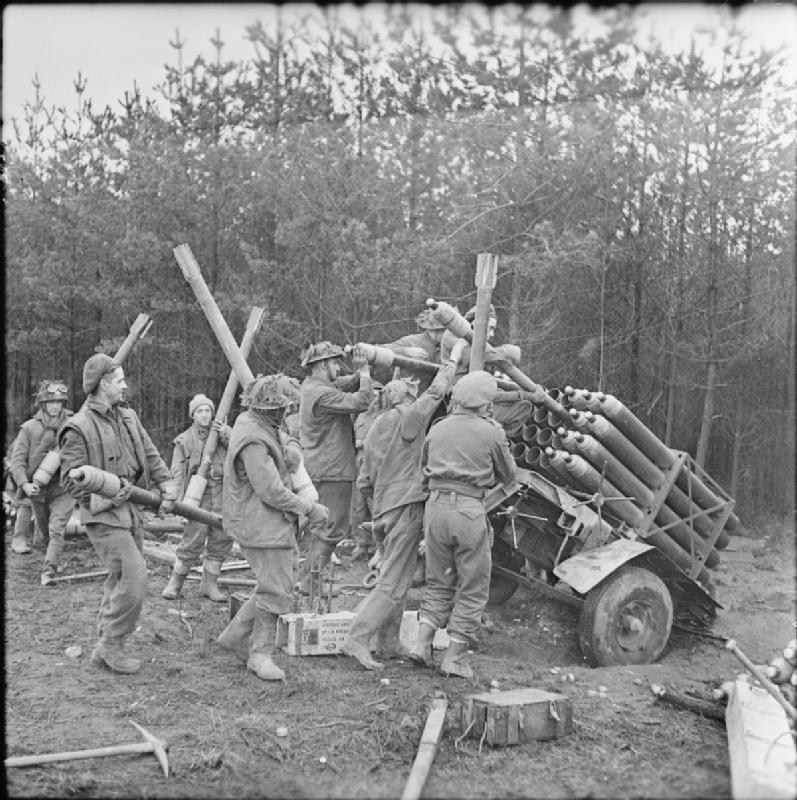
En Land Mattress som laddas med 5-tums RP-3 raketer av brittiska soldater under slaget av Reichswald 08-02-1945.

Projector, Rocket 3-inch, No 8 Mk 1 (Land Mattress) var en landbaserad salvpjäs som introducerades av Storbritannien 1944. 
Land Mattress sköt modifierade RP-3 raketer som hade försetts med nya fenor och stridsdel för att kunna skjutas från 5-tums raketrör. Stridsdelen togs från den besläktade Sea Mattress 5-tums raketer och de ursprungliga raka fenorna byttes ut mot mycket korta böjda fenor som gav en fendiameter på 5-tum. Anledningen att fenorna var börja var för att öka träffsäkerheten genom att få raketen att rotera kring sin längdaxel. Som tändrör användes kasserade tändrör som ansågs vara osäkra av den brittiska kungliga armén.
Land Mattress kunde laddas med mellan 16 och 30 raketer. Den var 1,77 meter lång, vägde 1 120 kg och tog cirka 10 minuter att ladda om. För omladdning behövde varje raket monteras i respektive avfyringsrör och kopplas till det elektriska avfyrningssystemet.
Land Mattress hade mycket begränsad elevation. Riktfältet låg mellan +23˚ och +45˚ vilket gjorde att man bara kunde skjuta på avstånd mellan 6 125 och 7 225 meter vilket var väldigt opraktiskt. För att korrigera detta införde man en mekanism som begränsades raketernas avgasflöde och kunde justeras med varierande mängder för olika avstånd. Det gjorde att man fick ner det minsta skjutavståndet till 3 565 meter.
Land Mattress testades i strid första gången den 31 oktober 1944 i Nederländerna och därefter i november mot tyska positioner i staden Breda. Båda testen gick bra och Land Mattress togs i tjänst och började serieproduceras. Land Mattress kom att hjälpa de allierade i slag som Slaget vid Schelde när allierade trupper behövde komma över floden Scheldt. Under detta slag avfyrades 1 146 raketer på bara 6 timmar. När kriget tog slut hade ungefär 400 Land Mattress tillverkats.

### Sverige

#### Inledning
Under det andra världskriget fanns det ingen attackraket i bruk hos det svenska flygvapnet. Flygförvaltningen kände till konceptet med attackraketer ganska tidigt i kriget men kom inte att ta initiativ för Svensk användning förrän sent 1944. Detta trots att attackraketer hade använts av alla sidor i kriget sedan ett par år tillbaka. Till och med Bofors hade påbörjat privatiserad utveckling av attackraketer innan Flygförvaltningen visade intresse.
En av de ledande faktorerna till att Flygförvaltningen var så sena med att intressera sig för attackraketer var för att de trodde sig initialt ha hittat ett billigare alternativ. Sedan 1943 hade Flygförvaltningen projekterat så kallade impulsprojektiler. Dessa fungerade som en blandning mellan raket och skarp patron då de saknar patronhylsa och har drivladdningen i bakänden likt en raket men saknar fenor, skjuts från eldrör och har en ögonblicklig brinntid som en skarp patron. Dock visade sig impulsprojektiler vara lika dyra i längden och fungerade mycket sämre.
Trots att kriget effektivt var över 1944 valde man att påbörja framtagningen av inhemska raketer för framtiden. Dock ansåg man att detta skulle ta längre tid än man ville och därför valde man att köpa in utländska alternativ som en tillfällig lösning. Detta var inte enbart för att öka det svenska flygvapnets stridskapacitet men man ville även skapa erfarenhet på flottiljer för att sedan använda vid inhemsk utveckling.
Detta resulterade i att man 1946 införskaffade den brittiska attackraketen RP-3.

#### 8 cm raket m/46
I Sverige ombetecknades RP-3 till 8 cm raket (rak) m/46. Raketmotorn och fenorna blev då 8 cm raketmotor (rakmo) m/46 och 8 cm fena m/46 likaså. 
Den införskaffades med 4 stycken stridshuvuden:
- 8 cm pansarhuvud (phu) m/46A (25 lb AP Mk I)
- 8 cm pansarhuvud (phu) m/46B (25 lb AP Mk II).
- 15 cm spränghuvud (shu) m/46 (60 lb SAP No. 2 Mk I)
- 15 cm övningshuvud (övnhu) m/46 (60 lb practise Mk I)

I monterad konfiguration bildade dessa följande raketer:
- 8 cm pansarraket (prak) m/46A (fanns enbart i smått antal och försvann från register 1953)[4]
- 8 cm pansarraket (prak) m/46B (fanns fram tills ca 1952 då de modifierades till C-modell)[2]
- 8 cm pansarraket (prak) m/46C (modifiering från ca 1952 med nya svepta fenor (ca 30% avkapat från original)[2] kallade 8 cm fena m/46C,[4] försvann från register 1957)[5]
- 15 cm sprängraket (srak) m/46 (fanns enbart i smått antal och försvann från register 1953)[4]
- 15 cm övningsraket (övnrak) m/46 (försvann från register 1953)[4]

Ursprungligen benämndes alla ovan raketer med kaliber 8 cm då motorns diameter användes som standard för kaliber. Från och med 1950 ändrades detta till att man använde stridshuvudets diameter som kaliber.

## Stridshuvuden
RP-3 hade tillgång till ett flertal olika stridshuvuden med diverse verkansprinciper för olika mål. Montering av stridshuvud bestod av att man genom en gängad tapp på huvudets nedre del skruvade fast huvudet i raketens främre fäste.
Shot, 25 lb., "AP" Mk I (Armor Piercing)
(Svenska: Pansarbrytandestridsdel Version 1)
Denna stridsdel var en pansarbrytande variant och skulle användas mot ubåtar och stridsvagnar. Dykvinkeln för attack var 15° eller under. Typen var väldigt effektiv mot ubåtar då de inte slogs sönder om de träffade vattenytan utan fortsatte framåt och träffade ubåten under vattenlinjen.
Den var gjord helt i metall och var uppdelad i 2 delar. Stridsdelens fäste var separat från själva stridsdelen och satt fastskruvad i den bakre änden av stridsdelen.
Stridsdelen var ca 31,5 cm (12,4-tum) lång och hade en diameter på ca 8,7 cm (3,44-tum). Den vägde ca 11,34 kg (25 pund). Hela stridsdelen var i solid metall.
Shot, 25 lb., "AP" Mk II (Armor Piercing)
(Svenska: Pansarbrytandestridsdel Version 2)
Denna stridsdel var en uppdaterad variant av Shot 25 lb AP Mk I och var av pansarbrytande typ. Som Mk I skulle Mk II användas mot ubåtar och stridsvagnar. Dykvinkeln för attack var under 15°. I uppdateringen fick den en ny mycket spetsigare form och insidan gröptes ur för att göra den lättare. Denna stridsdel var bättre på att slå ut ubåtar då den nya formen gjorde att den inte tappade lika mycket fart om den träffade vattenytan. Den nya formen gav den även smeknamnet "Rocket Spear" (Sv: raketspjut).
Stridsdelen var ca 37,3 cm (14,7-tum) lång och hade en diameter på ca 9,65 cm (3,8-tum). Den vägde ca 11,22 kg (24,75 pund). Hela stridsdelen var i solid metall.
Shot, 25 lb., "SAP" Mk I (Semi Armor piercing)
(Svenska: Halvpansarstridsdel Version 1)
Denna stridsdel var en halvpansarvariant av Shot 25 lb AP Mk I och användes enbart för träning. Skillnaden mellan denna och Shot 25 lb AP Mk I var att denna var helgjuten och hade inget separat fäste.
Stridsdelen hade samma dimensioner som Shot 25 lb AP Mk I och vägde lika mycket.
Shell, H.E. 60 lb., "F" No. 1 Mk I (Fragment)
(Svenska: Splitterstridsdel Nr 1, Version 1)
Denna stridsdel var en högexplosiv splittervariant. De byggdes genom att modifierade 4,5-tums artilleri granater med No.899 Mk I (Sv: Nummer 899, version 1) tändhattar. 
Stridsdelen var ca 55,88 cm (22-tum) lång och hade en diameter på ca 11,43 cm (4,5-tum). Trots namnet vägde den 21,31 kg (46.9 pund). Den explosiva laddningen vägde 1,36 kg (3 pund) och var av antingen Trotyl, Hexogen eller Hexotol.
Shell, H.E. 60 lb., "SAP" No. 1 Mk I & No. 2 Mk I (Semi Armour Piercing)
(Svenska: Halvpansarstridsdel Nr 1, Version 1 & Nr 2, Version 1)
Dessa stridsdelar var högexplosiva halvpansarvarianter och var de vanligaste typerna som användes under kriget. De hade ett tjockt metallhölje fyllt med sprängmedel med tändröret centrerat i sprängdegen.
Skillnaden mellan Nummer 1 och 2 är tändröret. 
Nummer 1 använder ett tändrör typ No.865 Mk I som har en tidsfördröjning vilket gör att stridsdelen hinner penetrera ett lager av pansar innan den exploderar.
Nummer 2 använder ett tändrör typ No.878 Mk I som inte har en tidsfördröjning och gör att stridsdelen exploderar direkt vid träff.
Stridsdelen var ca 55,3 cm (21,8-tum) lång och hade en diameter på ca 15,24 cm (6-tum). Den vägde 27.21 kg (60 pund). Den explosiva laddningen vägde 5,44 kg (12 pund) och var av antingen Trotyl, Hexogen eller Hexotol.
| Typ                     | Genomslag mot 20° vinklat pansar, skjutet från ett flygplan i 380 km/h | Genomslag mot 20° vinklat pansar, skjutet från ett flygplan i 380 km/h | Genomslag mot 20° vinklat pansar, skjutet från ett flygplan i 380 km/h | Hastighet  |
| Typ                     | På 366 m (400 yard)                                                    | På 640 m (700 yard)                                                    | På 914 m (1000 yard)                                                   | Hastighet  |
| ----------------------- | ---------------------------------------------------------------------- | ---------------------------------------------------------------------- | ---------------------------------------------------------------------- | ---------- |
| Shot, 25 lb., "AP" Mk I | 78 mm                                                                  | 88 mm                                                                  | 83 mm                                                                  | ca 730 m/s |

## Raketmotor

### Uppbyggnad
Raketmotorn består till grunden av ett långt svetsat rör på ca 1,4 meter försedd med ca 5-tum höga rektangulära fenor. Fenorna fästs på motorn genom 8 stycken spår på bakänden av ytterröret.
Inuti röret finns diverse detaljkomponenter som utgör själva motorn. På framänden av motorn sitter ett gängat fäste för montering av stridshuvud. Detta fäste hålls på plats genom åtta fjädrade låsstift belägna i basen av fästet. Dessa skjuts in i hål på ytterrörets insida genom tryck från två cirkulära bandfjädrar.
Under fästet sitter två kartongbrickor som hålls på plats av en tunn metallring. Dessa agerar tätningsanordning för att skydda raketmotorns tändrör och drivladdning från fukt i raketens främre ände.
Direkt under kartongbrickorna finns tändröret och sedan drivladdningen belägen. Toppen av drivladdningen är krenelerad för att rymma tändröret. Drivladdningen består av pressformad kordit och hålls på plats genom ett underliggande metallgaller som vilar mot en metallring.
Under drivladdningen finns ett fastsvetsat venturirör som slutar i en dysa. I toppen av dysan sitter en fuktskyddande påse som innehåller kiselsyragel. Under påsen finns en tunn fasttryckt metalldisk som ser till att påsen inte ramlar ut.
För att koppla raketens tändrör till ett avfyrningssystem finns så kallade tändkablar dragna genom raketen. Dessa går från tändröret, igenom eller vid sidan av drivladdningen (beroende på modell) och ut genom dysan. De fortsätter sedan en bit fritt utanför dysan och slutar sedan i en stickkontakt med två eller ett stift (beroende på modell). Utanför användning finns de utstickande tändkablarna med stickkontakt ihoprullade i dysan.
För upphängning i raketbalkar fäster man så kallade upphängningsband på raketmotorn. Dessa band existerar i flera modeller för upphängning i olika typer av raketbalkar.

### Varianter
Raketmotorn kom att uppdateras ett ental gånger under kriget vilket gav upphov till ett antal varianter. Bland annat behövde man modifiera raketmotorns drivladdning för att kunna bruka fler typer av stridsdelar. Till en början var raketmotorn enbart konstruerad bruka stridshuvuden upp till 25 lb men när man introducerade stridsdelar upp till 60 lb behövde man modifiera drivladdningen för att kunna bruka dessa. Raketer kapabla att bära stridshuvuden upp till 60 lb fick därefter tilläggsbeteckningen TH.
- Mk. 1: Tubformat drivladdning. Tändkablarna dras igenom den tubformade drivladdningen. Enbart kapabel att montera stridshuvuden på 25 lb. Kan ej användas i varmt klimat.
- Mk. 1/TH: TH-variant av Mk 1. Kan ej användas i varmt klimat.
- Mk. 2 Den tubformade drivladdningen utbytt mot en korsformad drivladdning försett med annorlunda metallgaller. Tändkablarna dras i ett av den korsformade drivladdningens innerhörn. Enbart kapabel att montera stridshuvuden på 25 lb.
- Mk. 2/TH: TH-variant av Mk 2.
- Mk. 3/TH: Raketmotorns stickkontakt med två stift utbytt mot en enkelstiftad sådan.
- Mk. 4/TH: Tändkablarna förlängda för att förenkla dubbelhängning. Under förvaring kontrolleras längden på tändkablarna genom lössittande metallklämmor i dysan.

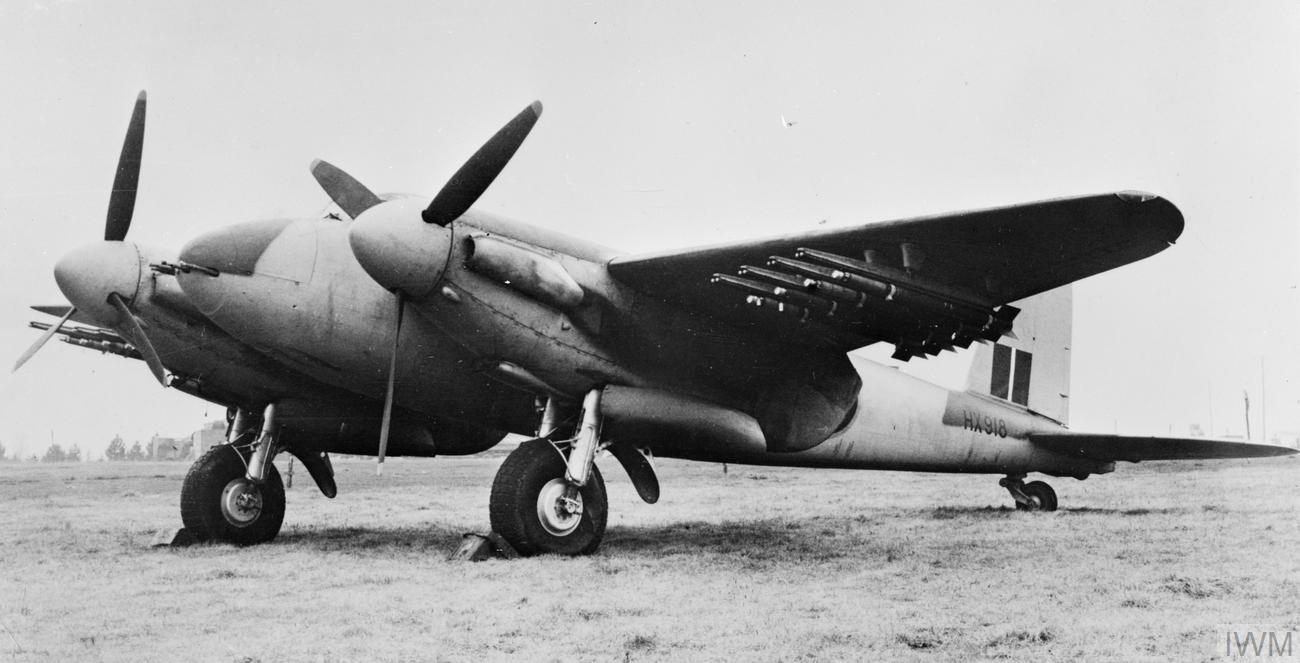
En de Havilland Mosquito som beväpnats med 25 lb AP Mk II RP-3 pansarraketer för ubåtsjakt.

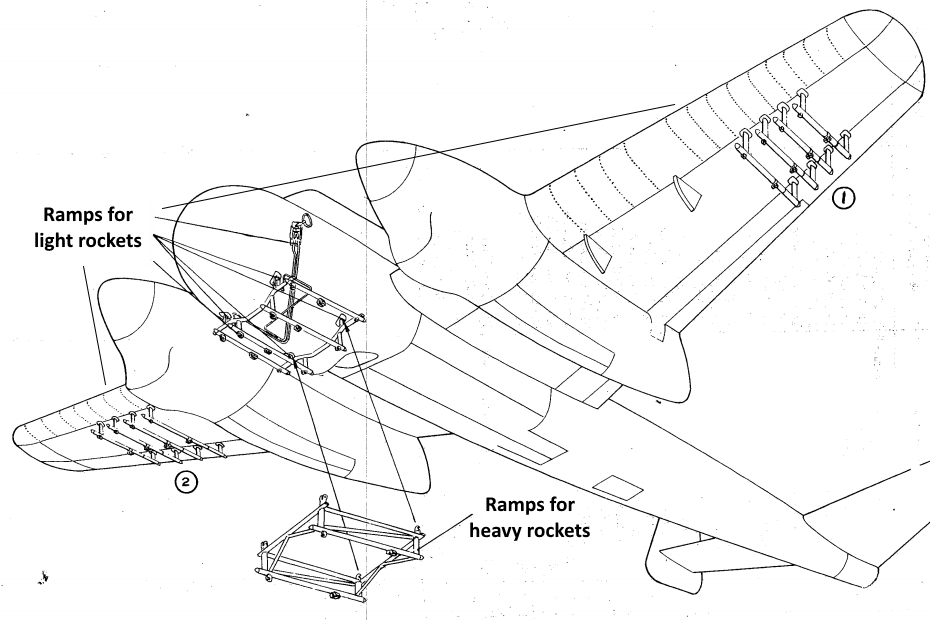
Flygplan 18 med RP-3 raketställ.

### Data
| Beteckning             | Motor, rocket, aircraft, 3 in., No. 1, | Motor, rocket, aircraft, 3 in., No. 1, | Motor, rocket, aircraft, 3 in., No. 1, | Motor, rocket, aircraft, 3 in., No. 1, | Motor, rocket, aircraft, 3 in., No. 1, | Motor, rocket, aircraft, 3 in., No. 1, | Motor, rocket, aircraft, 3 in., No. 1, | Motor, rocket, aircraft, 3 in., No. 1, | Motor, rocket, aircraft, 3 in., No. 1, | Motor, rocket, aircraft, 3 in., No. 1, | Motor, rocket, aircraft, 3 in., No. 1, | Motor, rocket, aircraft, 3 in., No. 1, |
| ---------------------- | -------------------------------------- | -------------------------------------- | -------------------------------------- | -------------------------------------- | -------------------------------------- | -------------------------------------- | -------------------------------------- | -------------------------------------- | -------------------------------------- | -------------------------------------- | -------------------------------------- | -------------------------------------- |
| Decimalsystem          | Standard                               | Standard                               | Standard                               | Standard                               | Standard                               | Standard                               | Imperiella                             | Imperiella                             | Imperiella                             | Imperiella                             | Imperiella                             | Imperiella                             |
| Längd                  | 1402 mm                                | 1402 mm                                | 1402 mm                                | 1402 mm                                | 1402 mm                                | 1402 mm                                | 55,19 tum                              | 55,19 tum                              | 55,19 tum                              | 55,19 tum                              | 55,19 tum                              | 55,19 tum                              |
| Diameter               | 82,7 mm                                | 82,7 mm                                | 82,7 mm                                | 82,7 mm                                | 82,7 mm                                | 82,7 mm                                | 3,256 tum                              | 3,256 tum                              | 3,256 tum                              | 3,256 tum                              | 3,256 tum                              | 3,256 tum                              |
| Diametralt fenmått     | 336 mm                                 | 336 mm                                 | 336 mm                                 | 336 mm                                 | 336 mm                                 | 336 mm                                 | 13,2 tum                               | 13,2 tum                               | 13,2 tum                               | 13,2 tum                               | 13,2 tum                               | 13,2 tum                               |
| Fenlängd               | 126,65 mm                              | 126,65 mm                              | 126,65 mm                              | 126,65 mm                              | 126,65 mm                              | 126,65 mm                              | 4,98 tum                               | 4,98 tum                               | 4,98 tum                               | 4,98 tum                               | 4,98 tum                               | 4,98 tum                               |
| Versioner              | Mk. 1                                  | Mk. 1                                  | Mk. 1/TH                               | Mk. 1/TH                               | Mk. 2                                  | Mk. 2                                  | Mk. 2/TH                               | Mk. 2/TH                               | Mk. 3/TH                               | Mk. 3/TH                               | Mk. 4/TH                               | Mk. 4/TH                               |
| Decimalsystem          | Standard                               | Imperiella                             | Standard                               | Imperiella                             | Standard                               | Imperiella                             | Standard                               | Imperiella                             | Standard                               | Imperiella                             | Standard                               | Imperiella                             |
| Raketmotorns vikt      | 17,91 kg                               | 39,5 pund                              | 17,91 kg                               | 39,5 pund                              | 17,2 kg                                | 37,9 pund                              | 17,2 kg                                | 37,9 pund                              | 17,2 kg                                | 37,9 pund                              | 17,2 kg                                | 37,9 pund                              |
| Drivladdningens vikt   | 5,71 kg                                | 12,6 pund                              | 5,71 kg                                | 12,6 pund                              | 5,2 kg                                 | 11,46 pund                             | 5,2 kg                                 | 11,46 pund                             | 5,2 kg                                 | 11,46 pund                             | 5,2 kg                                 | 11,46 pund                             |
| Drivladdning           | Kordit (SU)                            | Kordit (SU)                            | Kordit (SU)                            | Kordit (SU)                            | Kordit (SU/K/X/11)                     | Kordit (SU/K/X/11)                     | Kordit (SU/K/X/11)                     | Kordit (SU/K/X/11)                     | Kordit (SU/K/X/11)                     | Kordit (SU/K/X/11)                     | Kordit (SU/K/X/11)                     | Kordit (SU/K/X/11)                     |
| Lägsta temperaturgräns | -18 °C                                 | ±0°F                                   | -18 °C                                 | ±0°F                                   | -15°C                                  | +5°F                                   | -15°C                                  | +5°F                                   | -15°C                                  | +5°F                                   | -15°C                                  | +5°F                                   |
| Högsta temperaturgräns | +27 °C                                 | +80°F                                  | +27 °C                                 | +80°F                                  | +57°C                                  | +135°F                                 | +57°C                                  | +135°F                                 | +57°C                                  | +135°F                                 | +57°C                                  | +135°F                                 |
| Brinntid vid +15°C     | 1,6 s                                  | 1,6 s                                  | 1,6 s                                  | 1,6 s                                  | 1,6 s                                  | 1,6 s                                  | 1,6 s                                  | 1,6 s                                  | 1,6 s                                  | 1,6 s                                  | 1,6 s                                  | 1,6 s                                  |
| Dragkraft vid +15°C    | 800 kp                                 | 800 kp                                 | 800 kp                                 | 800 kp                                 | 800 kp                                 | 800 kp                                 | 800 kp                                 | 800 kp                                 | 800 kp                                 | 800 kp                                 | 800 kp                                 | 800 kp                                 |

## Vapenbärare

### Storbritannien
- Bristol Beaufighter
- Bristol Brigand
- de Havilland Mosquito
- de Havilland Hornet
- de Havilland Vampire
- de Havilland Venom
- de Havilland Sea Vixen
- Fairey Swordfish
- Fairey Firefly
- Gloster Meteor
- Grumman Avenger
- Hawker Hurricane
- Hawker Typhoon
- Hawker Tempest
- Hawker Sea Fury
- Hawker Sea Hawk
- Hawker Hunter
- Lockheed Hudson
- Republic Thunderbolt
- Supermarine Spitfire
- Supermarine Attacker
- Supermarine Swift
- Supermarine Scimitar

### Australien
- Bristol Beaufighter
- CAC Mustang
- CAC Sabre
- de Havilland Mosquito
- de Havilland Vampire
- Gloster Meteor

### Sverige
- Flygplan 17
- Flygplan 18
- Flygplan 21
- Flygplan 28 Vampire
- Flygplan 29 Tunnan
- Flygplan 32 Lansen

### Nederländerna
- Fairey Firefly
- Grumman S-2 Tracker
- Hawker Sea Fury
- Hawker Sea Hawk